# Ключевский, Василий Осипович
Васи́лий О́сипович Ключевский (16 [28] января 1841, Воскресеновка, Пензенская губерния — 12 [25] мая 1911, Москва) — русский историк, ординарный профессор Московского университета, заслуженный профессор Московского университета; ординарный академик Императорской Санкт-Петербургской академии наук (сверх штата) по истории и древностям русским (1900), председатель Императорского Общества истории и древностей российских при Московском университете, тайный советник.

## Биография
Родился в селе Воскресеновка Пензенского уезда Пензенской губернии (ныне — Пензенского района Пензенской области). Детские годы провёл в Пензенской губернии по месту службы отца — сельского священника Осипа (Иосифа) Васильевича Ключевского (1815—1850): с. Воскресенское (1841—1845), с. Городище (1845), с. Можаровка Городищенского уезда (1846—1851). Отец погиб, попав в грозу, и это событие произвело такое впечатление на девятилетнего мальчика, что он с тех пор начал заикаться.
После смерти отца (1851) семья Ключевских перебралась в Пензу, где Василий учился в Пензенском приходском духовном училище (1851—1852), затем в Пензенском уездном духовном училище (1852—1856). По воспоминаниям его учителей, «он до того резко заикался, что наставники тяготились им и не знали, что делать с его косноязычием; исключить же его им было жалко ввиду заметных его способностей». Впоследствии Ключевскому удалось преодолеть своё заикание, но следы его оставались у него на всю жизнь. После окончания духовного училища он поступил в Пензенскую духовную семинарию, куда был принят на казённый счёт. В семинарии Ключевский учился блестяще (1856—1860), но отчислился из неё, не окончив. В годы учёбы Ключевского в Пензенской духовной семинарии к кругу его семинарских друзей примыкало несколько преподавателей. Они читали и обсуждали статьи «Русского вестника», «Отечественных записок», «Современника», новинки исторической литературы. Вспоминая это время, В. О. Ключевский впоследствии писал, что в нём тогда пробуждалось историческое мышление и делались первые усилия в познании родного прошлого, с целью подготовки к поступлению в университет.
Последний год своей жизни в Пензе (1861) Ключевский провёл в доме фабриканта И. И. Маршева, готовя двух его сыновей и готовясь сам к поступлению в университет.
Летом 1861 года уехал в Москву, где в августе поступил на историко-филологический факультет Московского университета, сдав 16 вступительных экзаменов, включая латынь, греческий, русскую словесность, историю, математику, физику, немецкий, французский языки, закон Божий. Экзамены в университет, по правилам сдавались весной, но в то время Ключевский болел лихорадкой и использовал возможность дополнительных августовских испытаний, к которым он был допущен не в одиночестве. Его сестра, Елизавета Осиповна (в замужестве Вирганская) передала воспоминания Ключевского о вступительных экзаменах: 

Когда зашёл я в такой большой зал, меня сразу охватила робость: смотрю некоторые личности очень хорошо одеты, в пенсне с блестящей оправой, при часах. Смотрю и думаю: не профессора ли это? А потом, когда начался экзамен, смотрю, что эти господа явились сюда за тем же, зачем и я. А когда их начали спрашивать, некоторые из них молчат. Тогда обращались ко мне: «Ключевский! Отвечайте вы». Тут уже я вздохнул посвободнее, думая: «Такие-то вы господа, при пенсне, а молчаливые.»— Василий Осипович Ключевский / Биографический очерк, речи, произнесенные в торжественном заседании 12 ноября 1911 года, и материалы для его биографии. — М., 1914. — С. 417.
В студенческие годы жил впроголодь, экономя на всём, вплоть до бумаги. С первых дней пребывания в Москве, он задумался о частных уроках, поскольку других средств у него не было. Лето 1862 года он провёл в качестве репетитора в семье князя С. В. Волконского. На курсе Ключевского было всего шесть казённокоштных студентов, получающих стипендию Министерства народного просвещения для получения которой требовалось сдать специальные экзамены. Ключевский сдал их в июне 1862 года. С 1861 года Ключевский поддерживал товарищеские отношения с Н. М. Бородиным, который предложил ему заниматься латинским языком с его младшим братом. Бородины жили на Большой Якиманке; вдова, Александра Ильинична, имела кроме двух сыновей пять дочерей, на одной из которых, Анисье Михайловне, Ключевский впоследствии женился.
Университетский курс он окончил в 1865 году со степенью кандидата. Для выпускного конкурсного сочинения Ключевский выбрал тему, связанную с историей Московской Руси XV—XVII веков: его работа «Сказания иностранцев о Московском государстве» (1866) была отмечена золотой медалью и по представлению С. М. Соловьёва он был оставлен при кафедре русской истории для приготовления к профессорскому званию.
Среди университетских профессоров на Ключевского оказали особое влияние С. В. Ешевский (всеобщая история), С. М. Соловьёв (русская история), Ф. И. Буслаев (история древнерусской словесности). В 1872 году он защитил магистерскую диссертацию «Древнерусские жития святых как исторический источник» (1871), а через 10 лет — докторскую диссертацию «Боярская дума Древней Руси» (1882). Как отмечают, введение к последней, опубликованное в 1880 г. в журнале «Русская мысль», стало публикацией, манифестировавшей исследовательскую парадигму собственной научной школы Ключевского, составившую соединение институциональной истории учреждений с социальной историей (методологическим основанием школы, отмечает Н. Гришина, ее социально-научным инструментом была «историческая социология», находившаяся под влиянием философии позитивизма).
После смерти С. М. Соловьёва (1879) стал читать курс русской истории в Московском университете. С 1882 года — профессор Московского университета. В период 1887—1889 годов был деканом историко-филологического факультета и проректором университета. Одновременно, в течение 17 лет он читал лекции по всеобщей истории в Александровском военном училище. Также он преподавал русскую историю в Московской духовной академии, на Московских женских курсах В. И. Герье и в Училище живописи, ваяния и зодчества.
Ключевский вошёл в историю не только как выдающийся учёный-историк, но и как блестящий лектор, собиравший большие аудитории. Ключевский пробирался сквозь толпу к кафедре, начиная лекцию сразу, ещё на ступеньках к кафедре. Лекции он всегда читал тихо, несмотря на то, что аудитория всегда была переполнена. У Ключевского был хорошо поставленный голос. Заикание, от которого ему не удалось избавиться полностью, он преодолевал строя свою речь так, что паузы, вызванные заиканием, становились смысловыми — он расставлял их в значимых местах речи. Ключевский говорил медленно, отчётливо, чеканно произнося фразы — можно было записывать, не пользуясь стенографией. Обладал удивительно богатой интонацией, развитой мимикой лица и глаз.
Чтобы быть хорошим преподавателем, надо любить то, что преподаёшь, и любить тех, кому преподаёшь.В. О. Ключевский
Ключевский обладал поразительной памятью. Однажды, поднимаясь на кафедру для доклада на публичном научном торжестве, он споткнулся о ступеньку и выронил листки с записями, которые разлетелись, бросившиеся их собирать слушатели перемешали их ещё больше. Присутствовавшая там супруга Ключевского успокоила: «Он всё помнит наизусть». Это оказалось правдой.
Кроме общего курса русской истории Ключевский вёл семинарские занятия: «Методология русской истории», «Терминология русской истории», «История сословий в России», «Источники русской истории», «Русская историография».
В 1893—1895 годах по поручению императора Александра III читал курс всеобщей (совокупно с русской) истории великому князю Георгию Александровичу.
Заслуженный профессор Московского университета (1897). Почётный член Московского университета (1911).
В 1889 году избран членом-корреспондентом Императорской Академии наук по разряду историко-политических наук. В том же году вышло его «Краткое пособие по русской истории», а уже с 1904 года издавался полный курс. Всего вышло 4 тома — до времени правления Екатерины II.
В 1900 году был избран ординарным академиком Императорской Академии наук (сверх штата) по истории и древностям Русским; кроме этого он был и почётным академиком по разряду изящной словесности.
В 1905 году Ключевский получил официальное поручение участвовать в работе Комиссии по пересмотру законов о печати и в совещаниях по проекту учреждения Государственной думы и её полномочий.
10 апреля 1906 был избран членом Государственного совета от Академии наук и университетов, но в скором времени отказался от звания, поскольку не находил участие в совете «достаточно независимым для свободного… обсуждения возникающих вопросов государственной жизни».
В. О. Ключевский был деятельным членом многих научных обществ: Московского археологического общества, Общества любителей российской словесности, Общества истории и древностей Российских (был его председателем в 1893—1905 гг.); состоял почётным членом Витебской учёной архивной комиссии.
Я человек 19-го века и в ваш 20-й век попал совершенно случайно, по ошибке судьбы, позабывшей убрать меня вовремя.В. О. Ключевский
В начале 1910 года заболел. Последнюю лекцию прочитал 29 октября в Училище живописи, ваяния и зодчества. В ноябре его поместили в больницу Стороженко на Якиманке. В. О. Ключевский умер 12 (25) мая 1911 года в «3 часа 5 минут пополудне», после неудачной операции по извлечению камней из мочевого пузыря, работая до самого конца над статьями о падении крепостного права. Были устроены торжественные похороны. Ректор духовной академии отслужил панихиду в его доме на Житной улице, откуда гроб был перенесён в университетскую церковь, где 2 епископа и 15 священников отслужили заупокойную литургию. Прощание с Ключевским собрало такое количество его почитателей, что церковь не смогла вместить всех желающих. Процессию из церкви до кладбища (Некрополь Донского монастыря) сопровождало множество людей. Гроб несли на плечах студенты. Очевидцы считали, что похороны Ключевского собрали до пяти тысяч человек.

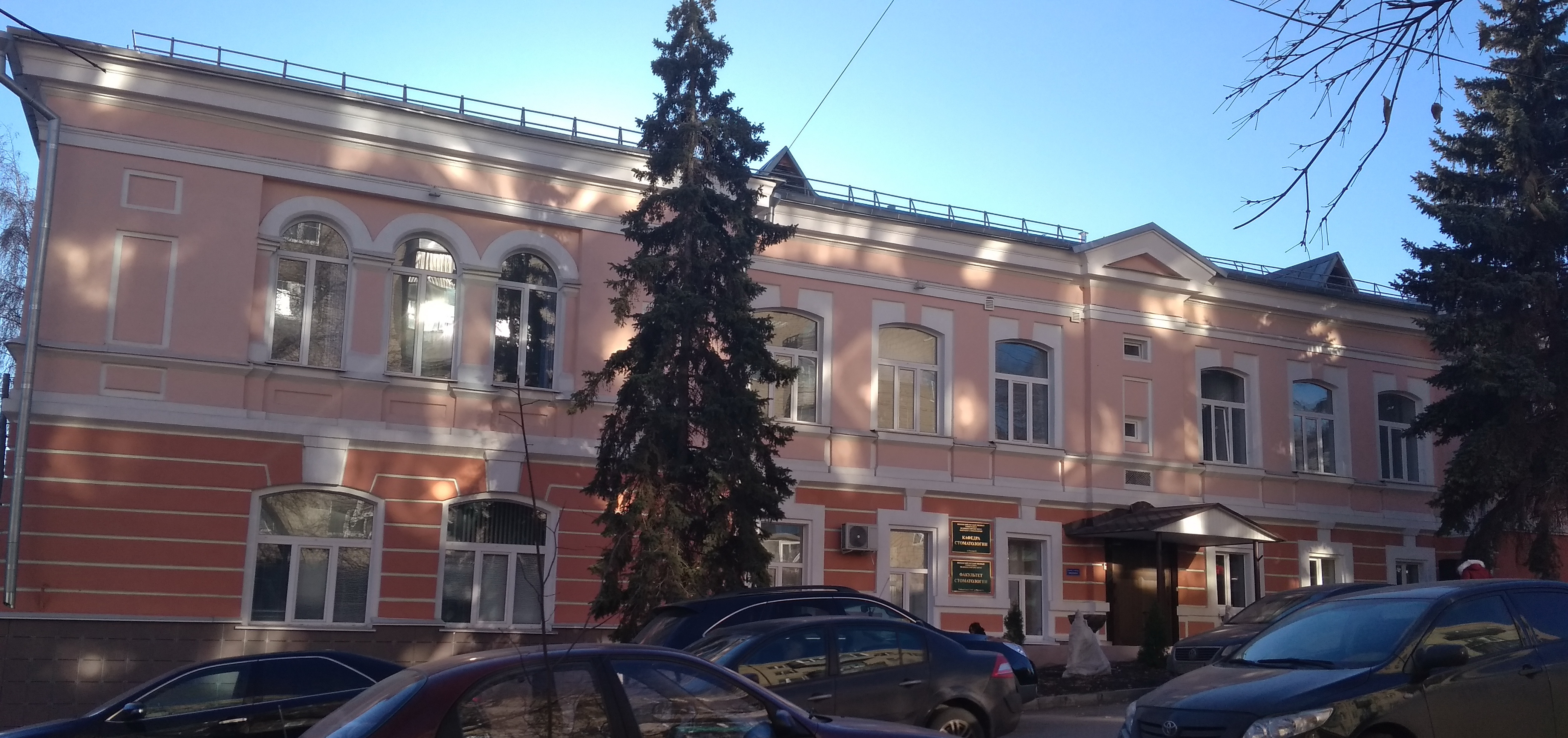
Здание бывшего духовного училища в Пензе, в котором Ключевский учился в семинарии в 1858—1860 гг.
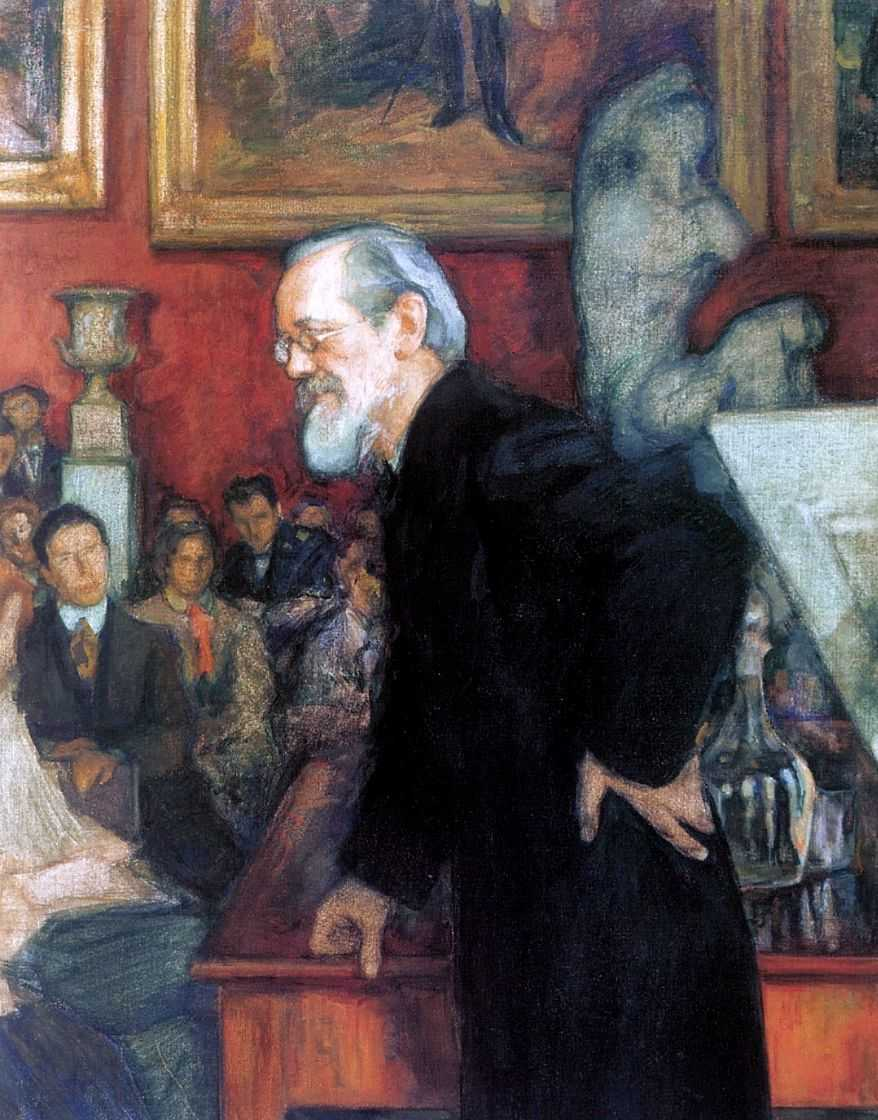
Л. Пастернак. На лекции профессора Ключевского (1909)
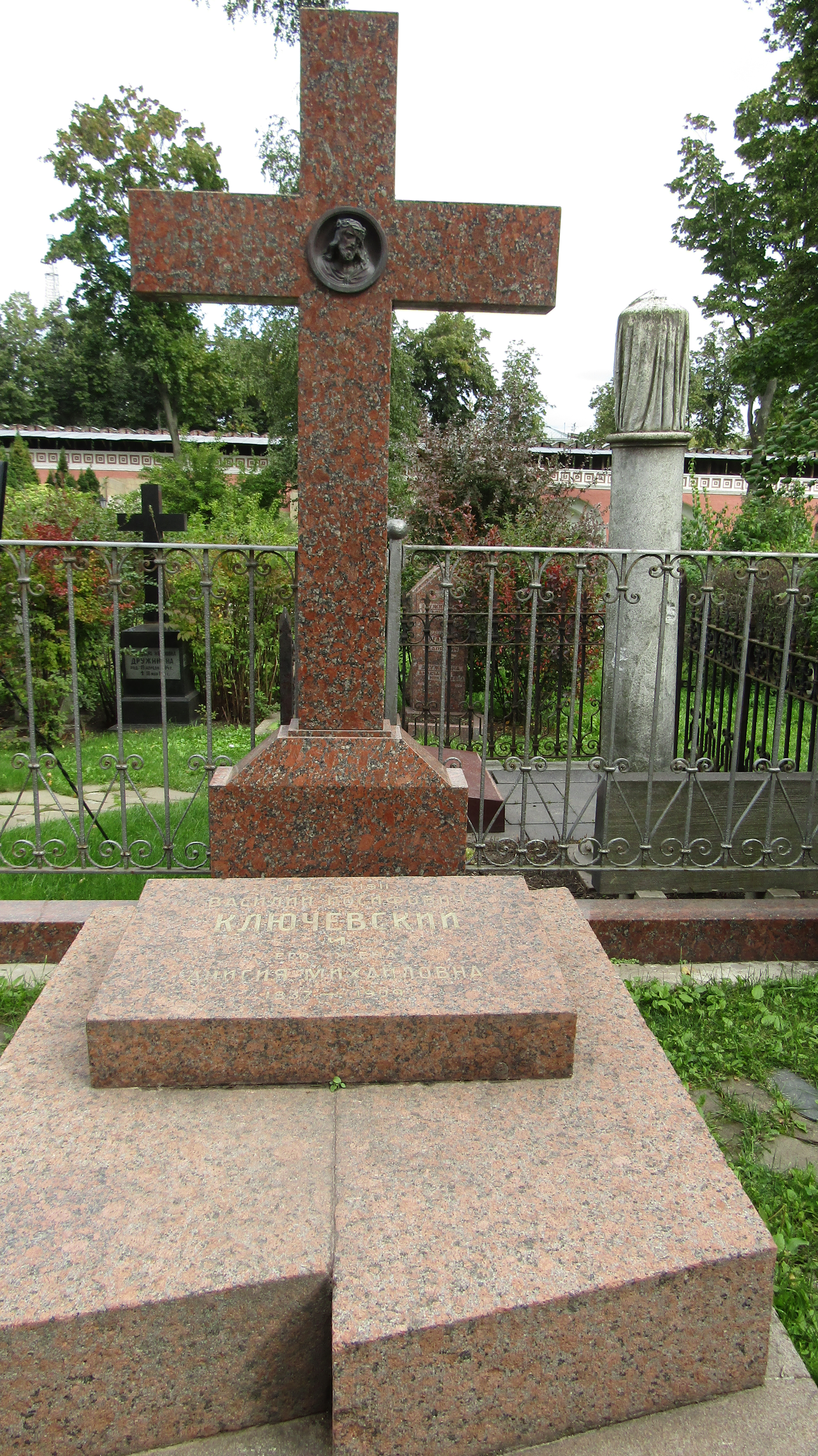
Могила В. О. Ключевского

Ключевский является одним из ведущих представителей российской либеральной историографии XIX—XX вв., сторонником государственной теории, создавшим между тем собственную оригинальную схему русской истории и признанным лидером Московской исторической школы. Среди учеников Ключевского: П. Н. Милюков, М. К. Любавский, А. А. Кизеветтер, Я. Л. Барсков, М. М. Богословский, М. Н. Покровский, Н. А. Рожков, Ю. В. Готье, А. И. Яковлев, С. В. Бахрушин, А. С. Хаханов, В. Н. Лясковский. Ученики Ключевского провозгласили ещё при его жизни о существовании его школы, заложив тем самым, как отмечают, «апологетическую» традицию ее изучения. В советский же период Н. Л. Рубинштейн в «Русской историографии» (1941) введёт в марксистский научный оборот понятие «школа Ключевского» — вопреки отрицавшему её изначально М. Н. Покровскому. При этом, как отмечает Н. В. Гришина, понятия «школа Ключевского» и «Московская школа историков» являлись для Рубинштейна синонимами, под ними он понимал одно и то же историографическое явление, ставшее следствием «устойчивой традиции» Московского университета, «шедшей от Соловьева и закрепленной Ключевским».
Г. В. Вернадский определял Ключевского не только как главу научной школы, но и как «воспитателя русского общества».

## Семья
С 1869 года был женат на Анисье Михайловне Бородиной (1837—1909). Долгое время жили в наёмных квартирах, пока не приобрели дом на Житной улице. От этого брака был сын — Борис, окончивший исторический и юридический факультеты Московского университета, но в науку не пошёл; со 2 июля 1903 года по 1917 год числился помощником у присяжного поверенного П. П. Коренева. В 1933 году подпал под репрессии, его выслали в Казахстан. После четырёх лет ссылки он вернулся в Россию; жил в Белых Столбах, работая путевым обходчиком.

## Память
- 7 октября 1928 года на могиле В. О. Ключевского на кладбище Донского монастыря был открыт памятник — плита на каменном постаменте с надписью «Василий Осипович Ключевский и его жена Анисья Михайловна. 1837—1909»[29].
- В год 125-летия со дня рождения В. О. Ключевского, в феврале 1966 года улица Поповка в Пензе, где будущий историк провёл детские и юношеские годы (1851—1861), была переименована в улицу Ключевского.
- В год 150-летия со дня рождения В. О. Ключевского Центром малых планет Смитсоновской астрофизической обсерватории (США) его имя было присвоено открытой в 1976 году малой планете № 4560[30].
- К 150-летию со дня рождения историка в 1991 году в Пензе, в доме № 66 на улице Ключевского, был открыт дом-музей В. О. Ключевского[6]. Музей размещается в двух одноэтажных деревянных домах. Он включает в себя мемориальный дом, в котором В. О. Ключевский жил с 1851 по 1861 годы, и дом его соседей Шевирёвых, находившийся в непосредственной близости от первого. Оба дома были соединены внутренним переходом, позволившим создать единую музейную экспозицию. Экспозиция музея отображает быт семьи Ключевских в годы их жизни в Пензе.
- К 150-летию со дня рождения В. О. Ключевского в 1991 году в его родном селе Воскресеновка Пензенского района Пензенской области на территории сельской школы были открыты бюст и мемориальная доска[6].
- C 1994 Президиум Российской академии наук присуждает Премию им. В. О. Ключевского за работы в области отечественной истории.
- 11 октября 2008 года в Пензе был установлен памятник В. О. Ключевскому работы скульптора В. Ю. Кузнецова. Памятник представляет собой бронзовую статую, установленную на сборном постаменте[31].
- В год 175-летия В. О. Ключевского, 16 декабря 2016 года Законодательным собранием Пензенской области было принято решение о присвоении имени В. О. Ключевского средней школе № 28 г. Пензы[32].
- 14 ноября 2018 года в Пензе на здании бывшего духовного училища (улица Чкалова, 56), в котором В. О. Ключевский учился в Пензенской духовной семинарии (семинария временно размещалась в этом здании после пожара 1858 года), а ныне располагается факультет стоматологии Пензенского госуниверситета была открыта посвящённая ему мемориальная доска работы скульптора В. Ю. Кузнецова[33].

|  |                                                           |  |                                                                                    |  |                                                                                                   |  |  |
|  | Дом-музей В. О. Ключевского в Пензе, открытый в 1991 году |  | Памятник В. О. Ключевскому в Пензе, открытый в 2008 году. Скульптор В. Ю. Кузнецов |  | Мемориальная доска В. О. Ключевскому в Пензе, установленная в 2018 году. Скульптор В. Ю. Кузнецов |  |  |

## В филателии
- К 150-летию со дня рождения, в 1991 году была выпущена почтовая марка СССР, посвящённая Ключевскому.
- К 170-летию со дня рождения В. О. Ключевского в 2011 году почтой России была выпущена почтовая карточка с изображением памятника В. О. Ключевскому работы скульптора В. Ю. Кузнецова в Пензе[34] и почтовый конверт с изображением дома-музея Ключевского в Пензе[35], а также специальный почтовый штемпель[36].
- К 175-летию со дня рождения В. О. Ключевского, в 2016 году почтой России была выпущена почтовая марка[37] и почтовый конверт[38], а также три специальных почтовых штемпеля[39][40][41].

|  |                                |  |                                 |  |                                     |  |
|  | Почтовая марка, СССР, 1991 год |  | Почтовая марка Россия, 2016 год |  | Почтовая карточка, Россия, 2011 год |  |